# NGC 6657
NGC 6657 (другие обозначения — UGC 11271, MCG 6-41-3, ZWG 201.8, IRAS18312+3401, PGC 62019) — спиральная галактика с перемычкой (SBc) в созвездии Лира.
Этот объект входит в число перечисленных в оригинальной редакции «Нового общего каталога».